# Elisabeth Dering
Elisabeth Dering (* 25. März 1921 in Husum; † 5. Dezember 1997 in Aschaffenburg) war eine deutsche Malerin.

## Leben
Elisabeth Dering war das siebte Kind der Arztfamilie Spethmann und eine Urenkelin Theodor Storms. Sie studierte von 1941 bis 1944 Malerei bei Professor Hermann Kaspar in München. Kurz vor Kriegsende kehrte sie an ihren Geburtsort zurück. 1946 heiratete sie den Arzt Dr. Karl Dering und kam mit ihm 1954 nach Aschaffenburg.
Neben ihrer eigenen Maltätigkeit war es ihr besonders wichtig, das Wissen weiter zu vermitteln und auch auszutauschen. Deshalb eröffnete sie 1963 die „Galerie Dering“ in der Dalbergstraße in der Aschaffenburger Altstadt. Sie wurde zu einem Treffpunkt für Liebhaber von Kunst, Musik und Literatur.
Dering hatte mit ihren Gemälden in meist kräftigen Farben zahlreiche Ausstellungen, allein oder zusammen mit ihren Freunden und ansässigen Kunstkollegen Helmut Albert, Willibald Blum, Anton Bruder, Helmut Gehrig, Karin Kruck, Ludobar Mossora, Siegfried Rischar, Walter Roos, Bruno Supernok, Gunter Ullrich und Ernst Vollmer. Ausstellungen fanden u. a. in Aschaffenburg, Bamberg, Bonn, München, Offenburg, Schweinfurt und Würzburg statt.
Ihre Werke befinden sich in öffentlichem (Neue Staatsgalerie München, Museen der Stadt Aschaffenburg) und in privatem Besitz. Ihr Grab befindet sich auf dem Altstadtfriedhof in Aschaffenburg.

## Einzelausstellungen (Auswahl)
- 1960: München, Galerie Karin Hielscher
- 1961: Aschaffenburg, Städtisches Museum und im Geschichts- und Kunstverein
- 1975: Darmstadt, Galerie Sickenberger
- 1978 und 1979: Streitau, Streitauer Mühle-Mosaikgarten
- 1981: Aschaffenburg, „Kunsthalle Jesuitenkirche“ zum 60. Geburtstag
- 1982: Löffingen, Die Kleine Galerie
- 1982: Göschweiler, Haus des Bürgermeisters
- 1991: Aschaffenburg, „Kunsthalle Jesuitenkirche“ zum 70. Geburtstag
- 1996: Aschaffenburg, Schlossmuseum zum 75. Geburtstag
- 1998: Aschaffenburg, Galerie im Hofgut Unterschweinheim, Elisabeth Dering Gedächtnis-Ausstellung
- 2011: Aschaffenburg, Schlossmuseum zum 90. Geburtstag: Die Sucht, das Malen – Elisabeth Dering. Werke (1950–1970)[4]